# A Strange Meeting
A Strange Meeting is een Amerikaanse stomme en korte film uit 1909 onder regie van D.W. Griffith.

## Verhaal
Mary wordt gedwongen een groep dieven te helpen met het plunderen en beroven van een appartement van een minister. Ze krijgt hier spijt van en wil de minister helpen.

## Rolverdeling
| Acteur             | Personage         |
| ------------------ | ----------------- |
| Mary Pickford      | -                 |
| Henry B. Walthall  | Dief              |
| Charles Avery      | Man op Feest      |
| Kate Bruce         | Vrouw op Feest    |
| Lottie Pickford    | Vrouw op Feest    |
| Owen Moore         | Man op Feest      |
| Anthony O'Sullivan | Man in de Menigte |
| Wilfred Lucas      | -                 |
| Florence La Badie  | -                 |
| Mack Sennett       | Man in de Menigte |
| George Siegmann    | Man in de Menigte |
| James Kirkwood     | Man op Feest      |
| Arthur V. Johnson  | John Stanton      |